# Lletrisme
El lletrisme és un moviment artístic que perseguia el refinament hiperminimalista de l'art cap a la seva forma més simple i més pura. Segons Jean-Paul Curtay a La Poesia Lettriste (Paris, 1974), va ser creat el 1942 a Romania per Isidore Isou, quan només tenia setze anys. El lletrisme era originalment una resposta al que els seus adeptes interpretaven com l'excés de control del surrealisme per part d'André Breton, i també un intent de fer una poesia més popular. Els lletristes treballaven en diverses formes artístiques, incloent-hi el so i les arts gràfiques en les quals sempre s'hi trobava la presència de les lletres. Isou comentà que el dadaisme havia cisellat l'art a la mesura de la paraula, mentre que el seu moviment tenia la pretensió de refinar-lo fins a la lletra (d'aquí el seu nom). Mentre que el Dada duia l'art a un estadi simple i implausible, el lletrisme buscava un refinament superior a la seva forma original. La punyent simplicitat de l'art lletrista, tot i que encara molt abstracte, marcava un contrast amb el recargolament ocasional del moviment surrealista, encara que ambdós estils tenien les seves arrels en el Dada.
L'ètica general del lletrisme va acabar sent aplicada també a l'art cinematogràfic, a l'obra "L'anticoncepte"" de Gil. J. Wolman, que consistia en una esfera lluminosa que era projectada dins d'un enorme globus. Aquest curtmetratge va ser exhibit al Festival de Canes de 1952 juntament amb una pel·lícula del mateix Isou, "The Slime and Eternity Treatise". La peça d'Isou va guanyar el premi a la novament creada categoria de Millor Obra d'Avantguarda. Fent un recompte de tots els principis del lletrisme mentre describia la mecànica del cinema modern, Isou escrigué un tractat sobre el goteig i l'eternitat, en el món de l'espectacle.
Crec fermament que el cinema és massa ric. És obès. Ha abastat els seus límits, es troba en el seu punt màxim. Amb el primer moviment d'ampliació que descrigui, el cinema explotarà!! Sota l'explosió d'una congestió, aquest porc ple de greix es partirà en mil trossos. Anuncio la destrucció del cinema com el primer signe apocalíptic de la disjunció, la ruptura, d'aquesta corpulenta i voluminosa organització.
En afegiment a les arts, els lletristes també organitzaven mostres o irrupcions en públic que eren conegudes com a Escàndals lletristes. Aquests escàndals incloïen provocar el desordre a esglésies amb actes com disfressar-se de monjos o capellans i llegir manifests lletristes en lloc de les escriptures, així com causar el caos sabotejant estrenes d'art o cinema, fins i tot les seves pròpies.
Una escissió en aquest moviment va portar als seus membres a la formació de la Internacional lletrista, i a una divisió en els submoviments dels ultra-lletrisme i els situacionistes
Algunes obres lletristes són Lexique des lettres nouvelles, un alfabet sonor que consisteix en 130 sons que els lletristes feien servir a la seva obra poètica.
La pel·lícula Irma Vep conté una seqüència que evoca l'estètica d'aquest moviment artístic.